# Vele
Ne doit pas être confondu avec Vélé, une localité du Cameroun.
Vele est un village de Wallis et Futuna situé dans le royaume d'Alo, sur la côte sud-ouest de l'île de Futuna. 

## Urbanisme

### Transports publics

#### Transport aérien
Juste à côté du village se trouve l'unique aérodrome de l'île, l'aérodrome de Futuna Pointe Vele, construit en 1968 et qui relie Futuna à Wallis.

## Population et société

### Démographie
Selon le recensement effectué en 2018, la population est de 209 habitants. La présence de l'aérodrome explique la croissance démographique du village.